# قائمة أعداد سلسلة ملف المستقبل
قائمة أعداد سلسلة ملف المستقبل:
1. أشعة الموت
2. اختفاء صاروخ
3. مدينة الأعماق
4. غزاة الفضاء
5. القنبلة الغامضة
6. زائر من المستقبل
7. جنون طائرة
8. الارتجاج القاتل
9. صراع الحواس
10. الفارس المجهول
11. منطقة الرعب
12. طريق الأشباح
13. الزمن المفقود
14. نداء النجوم
15. مثلث الغموض
16. الوباء الجهنمي
17. نبض الخلود
18. ظلال الفزع
19. عيون الهلاك
20. العقول المعدنية
21. أطياف الماضي
22. ليلة الرعب
23. بصمات السحرة
24. الضوء الأسود
25. صحوة الشر
26. لعنة الفضاء
27. الفخ الزجاجي
28. النهر المقدس
29. الإيقاع المفترس
30. النار الباردة
31. رنين الصمت
32. الأفق الأخضر
33. حارس الأرواح
34. وحش المحيط
35. مرآة الغد
36. الموت الأزرق(ج1)
37. السماء المظلمة(ج2)
38. من وراء النجوم(ج3)
39. الثلوج الساخنة
40. علامات الخوف
41. مملكة النار
42. الأرض الثانية
43. ثقب في التاريخ
44. الخارقون
45. السحاب الأحمر
46. الكوكب الملعون
47. المقاتل الأخير
48. سجن القمر
49. غزو الأرض
50. الأسطورة
51. الخلية القاتلة(ج1)
52. العدو الخفي(ج2)
53. أمطار الموت
54. عبر العصور(ج1)
55. أسرى الزمن(ج2)
56. شيطان الأجيال(ج3)
57. منطقة الضياع
58. معركة الكواكب(ج1)
59. جحيم أرغوان(ج2)
60. أرض العمالقة
61. الكابوس
62. سادة الأعماق (ج1)
63. المحيط الملتهب (ج2)
64. السيف البلوري (ج1)
65. أبواب الموت (ج2)
66. الشمس الزرقاء
67. شيطان الفضاء
68. عقول الشر
69. العالم الآخر
70. الستار الأسود (ج1)
71. أمير الظلام (ج2)
72. ابن الشيطان (ج1)
73. مبعوث الجحيم (ج2)
74. الصراع الجهنمي (ج3)
75. الجولة الأخيرة (ج4)
76. الاحتلال (ج1)
77. المقاومة (ج2)
78. الصراع (ج3)
79. التحدي (ج4)
80. النصر (ج5)
81. رمز القوة (ج1)
82. حصن الأشرار (ج2)
83. أرض العدم (ج3)
84. كنز الفضاء (ج1)
85. الأمل الفيروزي (ج2)
86. الإمبراطور (ج3)
87. نصف آلي (ج1)
88. الانفجار الحي (ج2)
89. البركان (ج1)
90. رعب في الأعماق (ج2)
91. ضد الزمن (ج1)
92. الرحلة الرهيبة (ج2)
93. نقطة الصفر (ج3)
94. الساحر (ج1)
95. القوة السوداء (ج2)
96. بذور الشر (ج3)
97. لهيب الكواكب (ج1)
98. نيران الكون (ج2)
99. الانفجار (ج3)
100. الزمن=صفر (ج4)
101. الحرباء (ج1)
102. التوأم الرهيب (ج2)
103. الأرض المفقودة (ج1)
104. أنياب ومخالب (ج2)
105. وجوه من ثلج
106. بلا أثر
107. لعنة الدم (ج1)
108. مصيدة الفضاء (ج2)
109. الدوامة (ج1)
110. الفجوة السوداء (ج2)
111. كوكب الطغاة (ج3)
112. بصمة الموت (ج1)
113. حرب الفيروسات (ج2)
114. الرعب (ج3)
115. العدو الخارق (ج1)
116. العاصفة النووية (ج2)
117. فارس الزمن (ج1)
118. ألف عصر (ج2)
119. زمن الدم (ج3)
120. الفارس الثاني (ج4)
121. المجهول (ج1)
122. الظلال الرهيبة (ج2)
123. دائرة الظل (ج3)
124. الغزاة (ج4)
125. كرة النار (ج1)
126. لهيب الرعب (ج2)
127. طريق النجوم (ج1)
128. الزمن الآخر (ج2)
129. وراء العقل (ج1)
130. القوة (ج2)
131. العاصفة (ج1)
132. الرمال الحية (ج2)
133. نقطة التماس (ج3)
134. سادة الكون (ج4)
135. فودو (ج1)
136. الأحراش الفسفورية (ج2)
137. الشر (ج3)
138. الأعماق (ج1)
139. حرب الأشباح (ج2)
140. قراصنة الزمن (ج3)
141. الثعابين (ج1)
142. أنياب (ج2)
143. بلا جسد (ج1)
144. العقل (ج2)
145. الخصم الرهيب (ج3)
146. البقعة المظلمة (ج4)
147. الصحوة الكبرى (ج1)
148. عودة الشر (ج2)
149. المخ (ج3)
150. آخر العمالقة (ج4)
151. بلا وعي (ج1)
152. الفيروس (ج2)
153. المفقودون (ج1)
154. الخطر الجاف (ج2)
155. الكهف (ج3)
156. عالم جديد (ج1)
157. أطلال الماضي (ج2)
158. حـرب الغد (ج3)
159. نيران المستقبل (ج4)
160. نهاية العالم (ج5)